# إبراهيم كمال الغضنفري
إبراهيم كمال الغضنفري هو سياسي عراقي شغل مناصب وزارية في العهد الملكي في العراق.
ينتمي لعائلة موصلية هي آل الغضنفري، وكان ضابطا في الجيش العثماني.
كان عضوا في حزب الشعب، وكان مديرا عاما للكمارك والمكوس، كما شغل وظيفة مدير المالية العام.
كان معارضا لنوري السعيد. شغل منصب وزير المالية في وزارتي جميل المدفعي الرابعة والخامسة وكذلك وزير العدلية بالوكالة في هذه الأخيرة.
في 2 أيلول 1941 قدم استقالته من منصبي وزير المالية والعدلية، فقبلت الاستقالة في 9 أيلول 1941، فشغل وزير الخارجية علي جودت الأيوبي منصب وزير المالية بالوكالة وشغل وزير الشؤون الاجتماعية جعفر حمندي منصب وزير العدلية بالوكالة.
كلفه الوصي عبد الإله بن علي بتشكيل الوزارة عام 1942 لكنه فشل في ذلك.